# Morinda coreia
Morinda coreia là một loài thực vật có hoa trong họ Thiến thảo. Loài này được Buch.-Ham. mô tả khoa học đầu tiên năm 1822.

## Hình ảnh

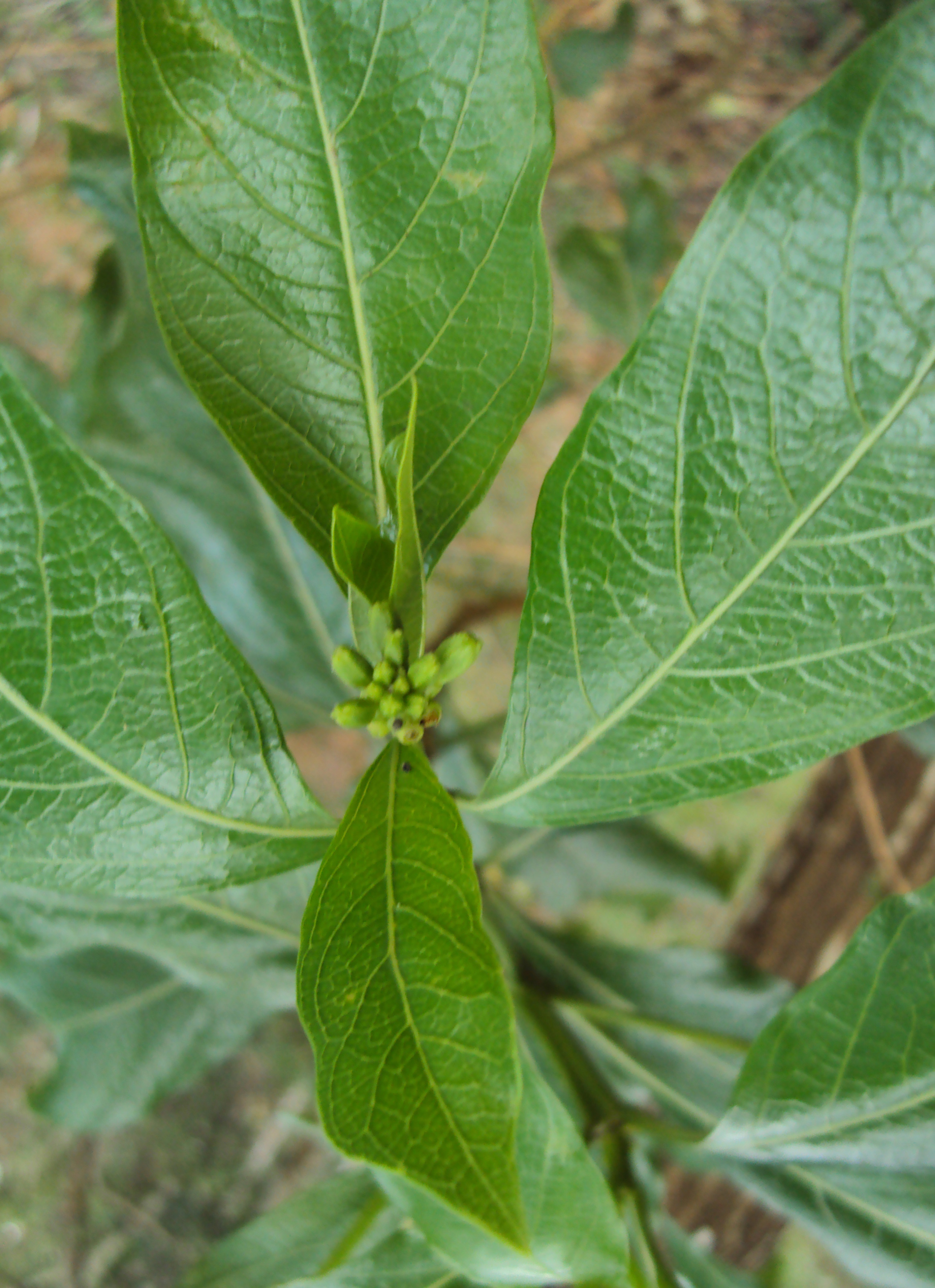
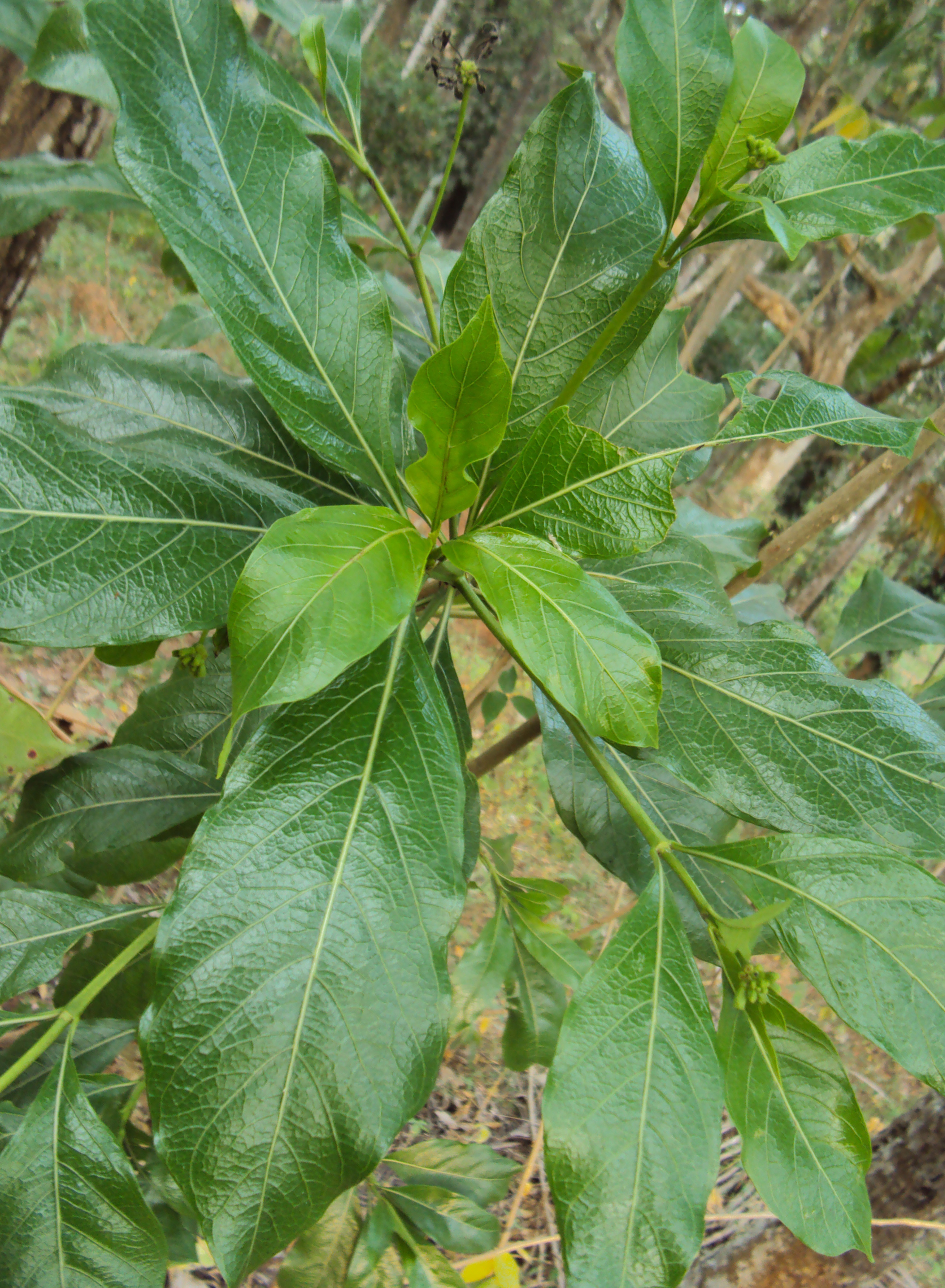
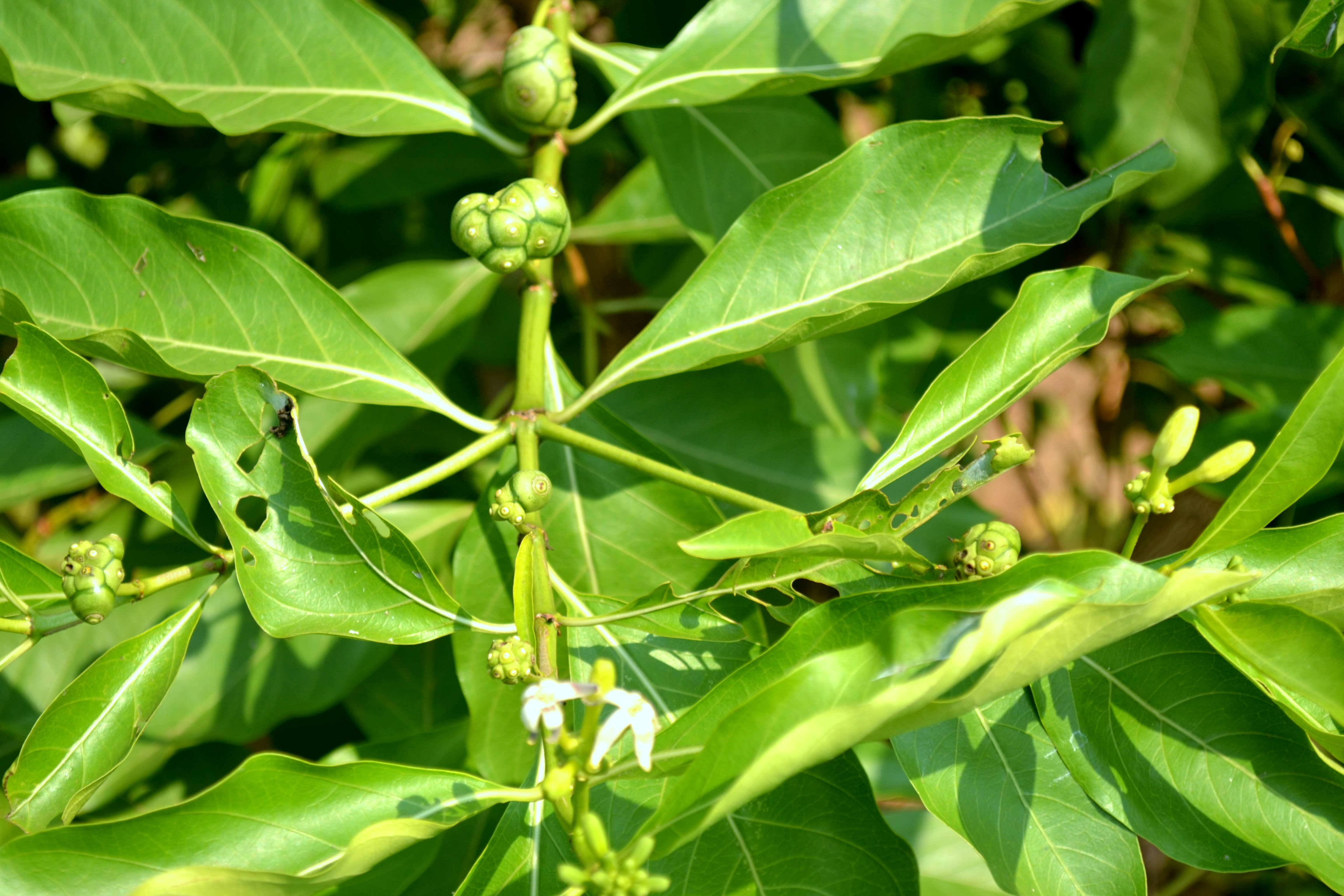
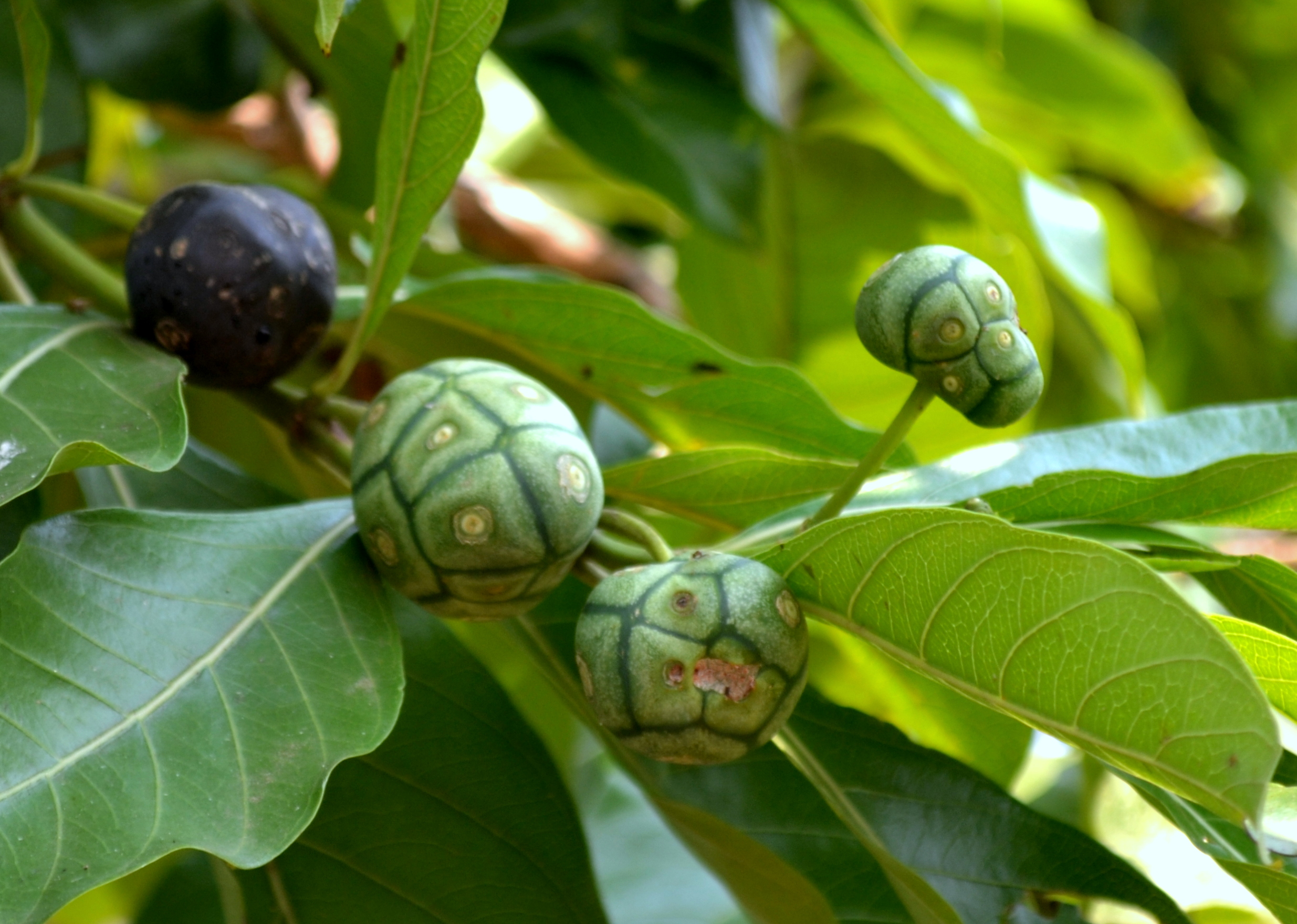